# Особенности русской бани
«Особенности русской бани» — российский эротический фильм 1999 года режиссёра Алексея Рудакова.
«Особенности русской бани, или Банные истории» сняты на волне успеха фильма Александра Рогожкина «Особенности национальной охоты» и последовавших продолжений, но никак не связаны с этой серией фильмов, несмотря на аллюзию в названии и исполнение роли рассказчика Митрича актёром Виктором Бычковым, сыгравшем в «Особенностях ...» роль егеря Кузьмича.

## Сюжет
В центре сюжета фильма — три эротические байки, рассказанные банщиком Митричем подвыпившей компании, пришедшей попариться в русской бане.
«Банная нечистая сила» — о том, как пьяный плотник плеснул на каменку вместо воды огуречного рассола и что из этого вышло.
«Банный Левша» — о деревенском «Левше», решающим техническим изобретением проблему пышущей здоровьем и жизненной силой вдовы-барыни, которой по условиям завещания мужа нельзя в течение пяти лет вступать в интимную близость с особами мужского пола.
«Банное перемирие» — о двух красноармейцах, которые, возвращаясь с задания, перепутали направление и попали в баню в немецком тылу.

## В ролях
Компания в бане:
- Митрич — Виктор Бычков
- Смешливый — Олег Куртанидзе
- Простак — Олег Милеев
- Витька — Павел Степанов
- Смешливая — Ираида Соколова
- Загорелая — Ольга Зуева
- Блондинка — Любовь Русакова

«Банная нечистая сила»:
- Плотник — Александр Пятков
- Жена — Ирина Григорьева
- Гадалка — Анастасия Каденцева
- Банница — Любовь Тихомирова (в титрах — Негинская)

«Банный Левша»:
- Барыня — Оксана Сташенко
- Барин — Валерий Добронравов
- Левша — Андрей Карпов
- Кум — Вячеслав Кулаков
- Приказчик — Константин Чепурин
- Светлая сенная девка — Любовь Медведева
- Тёмная сенная девка — Елена Лущик

«Банное перемирие»:
- Маленький партизан — Олег Чудницов
- Длинный партизан — Николай Тонский
- Немецкий офицер — Михаил Котов
- Немецкий часовой — Сергей Донских
- Светлая немка — Алла Лебедева
- Тёмная немка — Мария Русакова

## Съёмки
В титрах фильма авторы благодарят жителей подмосковного села Комягино, одну из московских саун и ресторан «Усадьба», который изображает во второй истории фильма барский дом — это здание расположено в Москве по адресу Дольская улица, д. 10 на территории музея-заповедника «Царицыно», бывшее здание канцелярии: «дом Удельного ведомства», известный также как «Дом Шкулёва» — поэта Ф. С. Шкулёва, в первые годы Советской власти работавшего здесь в качестве председателя президиума Ленинского волостного Совета.

## Критика
Фильм получил негативные отзывы. Редактор «Видеогида» Михаил Иванов описал фильм так: «Обыкновенная эротика на грани мягкой порнухи, снятая с претензией на юмор».
Кинокритик Сергей Кудрявцев у себя в ЖЖ дважды включил фильм в свои антирейтинги, в том числе как худший фильм за четверть века, присвоив ему 1 балл из 10 возможных.
Журнал «Вестник», резко критикуя все продолжения «Особенностей», вышедших за двумя оригинальными «Охотой» и «Рыбалкой», это самопровозглашённое продолжение назвал «пошлым и бездарным»:

«Особенности русской бани» и вовсе смотреть невозможно. Любая уничижительная оценка не будет чрезмерной. Смотреть этот фильм нельзя и говорить о нём не хочется.— Журнал «Вестник», № 1, 2000
Отмечалось, что фильм выполнен в жанре лубка, работа режиссёра и актёров оценивалась полярно — и как «любительская», и как вполне профессиональная, при негативной оценке фильма:

Это с блеском снятая с актёрами и актрисами не эротика, а почти порнография. Неужели нам необходимо было набирать художественный потенциал, открывать и совершенствовать ВГИК, чтобы потом снимать такое. Но прелестные русские лица, дивные, обаятельные женщины. Подловатость в использовании чистейшего русского антуража для в принципе не русской картины.— С. Н. Есин
При этом Михаил Трофименков заметил, что, хотя фильм и не имеет отношения к настоящим «Особенностям» Рогожкина про охоту и рыбалку, его появление «не шокировало», и фильм своей эвфемистичностью темы «про баню» уместнее к ним, чем вышедшие продолжения самого Рогожкина на тему «про политику» или «про футбол». А выбор Виктора Бычкова на роль Митрича — аллюзия на Кузьмича в лентах Рогожкина из настоящих «Особенностей» — киновед Любовь Аркус посчитала закономерным не только в связи с образом, созданным «Особенностями», но и с типажом — «настоящий мужик, разве что с чудинкой»:

Чудинка эта распространяется и на эротическое обаяние — кажется, что он, совсем как Фёдор Павлович Карамазов, полюбит женщину даже за изгиб мизинца на ножке. Может, именно поэтому Виктора Бычкова в последнее время так охотно зовут в новое русское мягкое порно — будь то «Бомба» или «Особенности русской бани».— Новейшая история отечественного кино: А-И / Александр Голутва, Любовь Аркус. - СЕАНС, 2001. - 498 с. - стр. 179
Позже оценки фильма делались с учётом времени его съёмок и дальнейшей кинокарьеры создателей — актёров, продюсера и режиссёра, который позже снимет ряд фестивальных фильмов и «верится, способен „взять вес“ полноценной комедии».

Неофициальное продолжение «Особенностей национальной охоты» в жанре софт-порно. В банщике с ужасом узнаёшь Виктора Бычкова (всего через три года он получит премию «Золотой орёл»). Продюсер «Бани» Михаил Бабаханов — человек и вовсе интересной судьбы: все 90-е снимал эротику разной степени тяжести («Секс-вампир в России», «Оргазм под бой курантов»), а к концу нулевых стал вкладывать деньги в чисто фестивальные картины Грымова и Хомерики.— кинокритик Дмитрий Буныгин, журнал «Собака.ru», 2013 год.
Ди-джей радиостанции «Максимум» Александр Абрахимов в своей рецензии на телевизионную неделю с 1 по 7 мая 2000 года охарактеризовал показ этого фильма по шестому центральному каналу (тогда на этой частоте был канал «ТВ-6 Москва») как главное антисобытие семи прошедших дней:

Самым сильным впечатлением стал для меня... фильм «Особенности русской бани» (ТВ-6). В программе написано — «эротические новеллы». Если это — эротика, что же тогда порнография? Более топорной пошлости и скабрёзности я ещё не видел.

Фильм включён в Список фильмов, запрещённых к открытому показу в Республике Беларусь, а также изымался из ретрансляции московского канала «ТВ-6».

## Участие известных актёров
Продюсер фильма никогда не скрывал своего отношения, но отмечал, что это было такое время («и мы ещё как думали: если это идёт на центральных каналах, то и нам можно»), при этом фильм получил прокатное удостоверение, легально выходил на видеокассетах и даже один раз был показан по общероссийскому центральному телевидению (премьера состоялась в ночь со 2 на 3 мая 2000 года на телеканале «ТВ-6»). Также он отметил, что фильм в условиях упадка кинопроизводства был чисто коммерческим проектом, и, по его словам, видеокассеты расходились с огромным успехом — фильм обогнал по продажам ряд американских блокбастеров:

Кстати, жаль, что это нельзя доказать документально, но «Особенности русской бани» — я не знаю других проектов, где на вложенный рубль продюсер получил четыре. Ни «Бумер», ни фильмы «Первого канала» никогда не получали четыре к одному. Это был чисто коммерческий проект. Кто-то спасался сериалами, а я спасался вот этим. С точки зрения производства это самый дешёвый жанр, который всегда пользуется спросом. Я старался зарабатывать. Но предложи мне сейчас это сделать — я откажусь.— продюсер фильма Михаил Бабаханов
Виктор Бычков в интервью «АиФ» в 2014 году говорил по поводу фильма, что просто не знал, что получится:

Ничто беды не предвещало. Эх, кабы заранее знать, что получится… Я настоял на варианте Митрич, честно отработал 18 часов и, получив гонорар, уехал домой. Спустя какое-то время мне позвонили и вызвали ещё на два дня. А потом вышел фильм… Этакая русская эротика.
Александр Пятков так говорил о фильме и съёмках в нём:

Совершенно «левые» ушлые продюсеры решили заработать на волне успеха фильмов Александра Рогожкина, спёрли чужое название и сняли фильм. В защиту артистов хочу сказать, что кино в нашей стране тогда практически не снималось, а кушать, как говорится, хотелось. Любочка [Тихомирова] была очаровательна — молодая, энергичная… Раздевалась перед камерой без тени смущения.
Оксана Сташенко говорила, что это была обычная актёрская работа:

Не то, что мне стыдно за эти фильмы — там актёрская моя работа как раз очень хорошая, — другое дело, что его представили как эротический фильм. Но, как ни странно, после этого фильма даже серьёзные режиссёры обратили на меня внимание, потому что я нормально сыграла свою роль.
Любовь Тихомирова, для которой фильм стал дебютом в кино, впоследствии долго, упорно и неоднократно отказывалась признавать эту роль.